# Mezőhék
Mezőhék je vas na Madžarskem, ki upravno spada pod podregijo Mezőtúri Županije Jász-Nagykun-Szolnok.